# Dorfkirche Bernsdorf

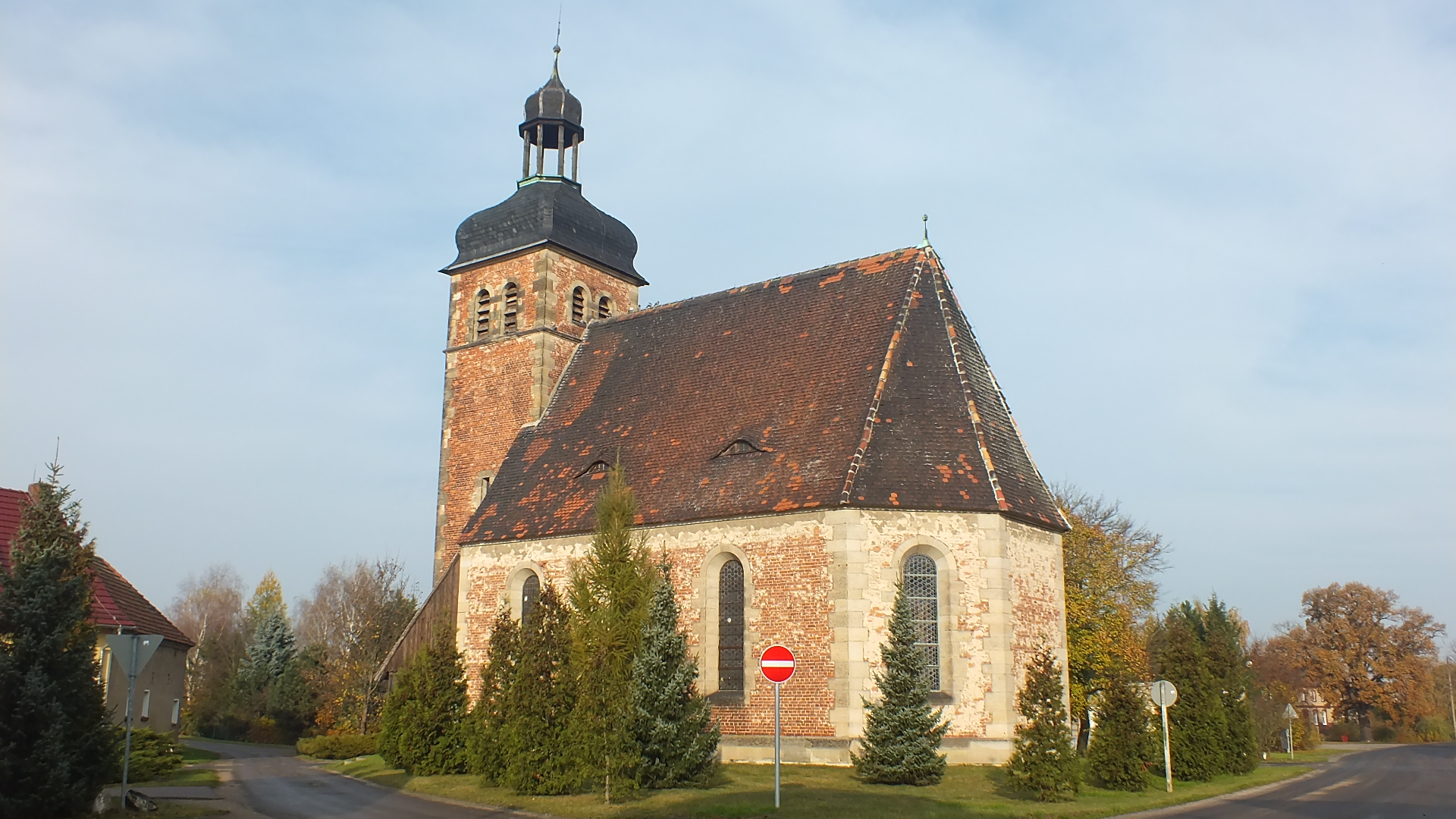
Dorfkirche Bernsdorf

Die evangelische, denkmalgeschützte Dorfkirche Bernsdorf steht in Bernsdorf, einem Ortsteil der Stadt Schönewalde im Landkreis Elbe-Elster in Brandenburg. Die Kirchengemeinde gehört zum Kirchenkreis Bad Liebenwerda der Evangelischen Kirche in Mitteldeutschland.

## Beschreibung
Die Saalkirche wurde 1907–09 nach Plänes des Wittenberger Kreisbauinspektors Avester aus ursprünglich verputzten Backsteinen erbaut. Sie besteht aus einem im Osten dreiseitig geschlossenen Langhaus und einem Kirchturm auf quadratischem Grundriss im Westen, der mit einer schiefergedeckten Welschen Haube bedeckt ist. Die Ecksteine und die Laibungen der Bogenfenster sind aus Werksteinen. Die Kirchenausstattung ist neobarock gestaltet. Die Orgel mit sieben Registern, zwei Manualen und einem Pedal wurde 1909 von Wilhelm Rühlmann gebaut.